# Citerne (Somme)
Pour les articles homonymes, voir citerne (homonymie).
Citerne ou Citernes est une commune française située dans le département de la Somme, en région Hauts-de-France.
Depuis juillet 2020, la commune fait partie du parc naturel régional Baie de Somme - Picardie maritime.
Le village s'appelle officiellement Citerne (sans le s, graphie officielle de l'INSEE), mais les Citernois et villages voisins écrivent habituellement Citernes.

## Géographie

### Localisation
Citerne est un village picard du Vimeu.
À vol d'oiseau, la commune est située à 5 km au nord-est de Oisemont, 9 km au nord-ouest d'Airaines, 14 km au sud d'Abbeville et à 35 km au nord-ouest d'Amiens.
Le territoire de la commune est limitrophe de ceux de huit communes.
Les communes limitrophes sont  Forceville-en-Vimeu, Frucourt, Hallencourt, Mérélessart, Neuville-au-Bois, Vaux-Marquenneville, Wiry-au-Mont et Woirel.

### Géologie et relief
La commune est située dans le bassin Artois-Picardie. Elle n'est drainée par aucun cours d'eau.

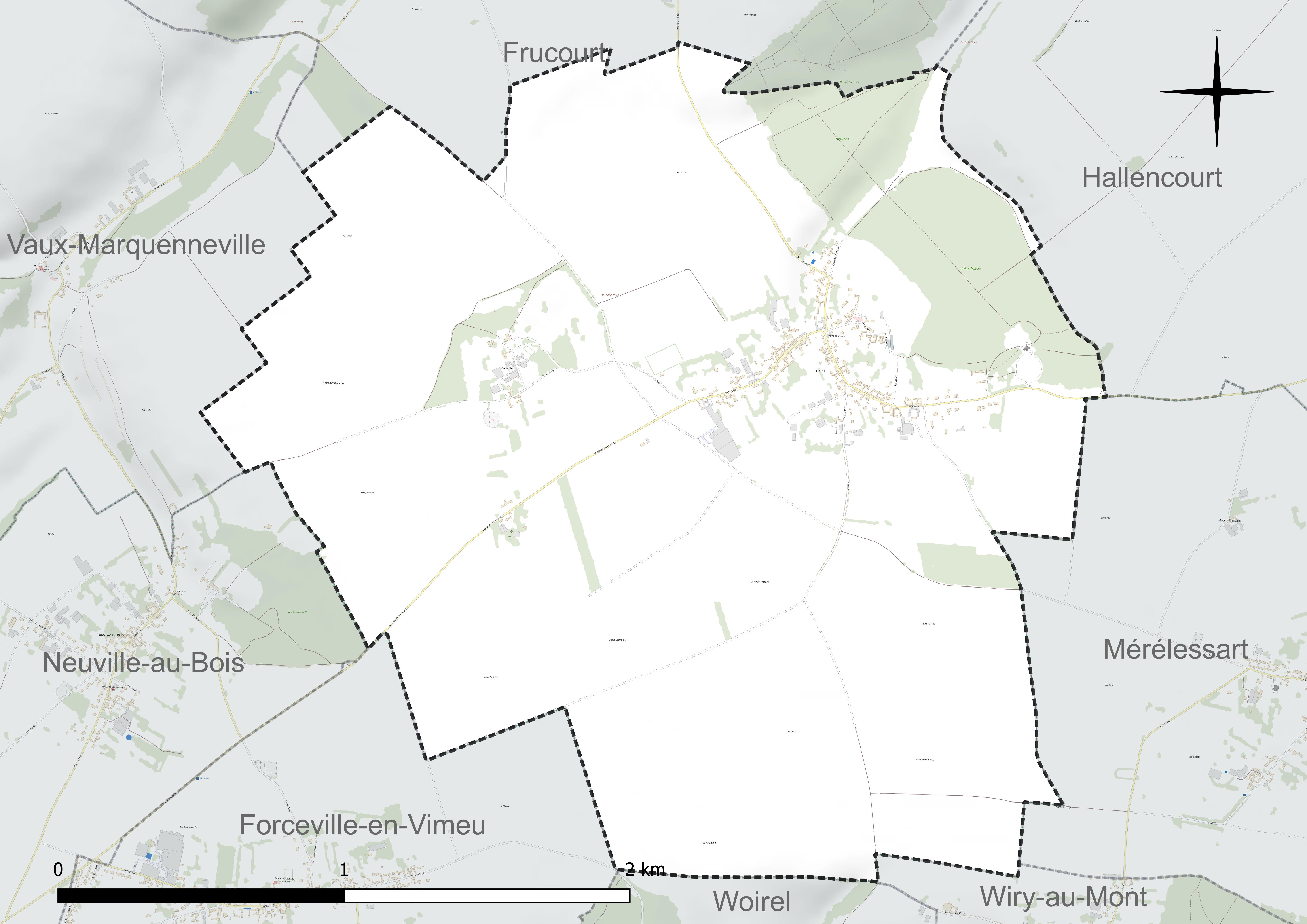
Réseau hydrographique de Citerne.

### Climat
Pour des articles plus généraux, voir Climat des Hauts-de-France et Climat de la Somme.
En 2010, le climat de la commune est de type climat océanique altéré, selon une étude du CNRS s'appuyant sur une série de données couvrant la période 1971-2000. En 2020, Météo-France publie une typologie des climats de la France métropolitaine dans laquelle la commune est exposée à un climat océanique et est dans la région climatique Côtes de la Manche orientale, caractérisée par un faible ensoleillement (1 550 h/an) ; forte humidité de l'air (plus de 20 h/jour avec humidité relative > 80 % en hiver), vents forts fréquents.
Pour la période 1971-2000, la température annuelle moyenne est de 10,2 °C, avec une amplitude thermique annuelle de 13,5 °C. Le cumul annuel moyen de précipitations est de 837 mm, avec 12,2 jours de précipitations en janvier et 8,6 jours en juillet. Pour la période 1991-2020, la température moyenne annuelle observée sur la station météorologique la plus proche, située sur la commune d'Oisemont à 5 km à vol d'oiseau, est de 11,1 °C et le cumul annuel moyen de précipitations est de 801,4 mm,. Pour l'avenir, les paramètres climatiques de la commune estimés pour 2050 selon différents scénarios d'émission de gaz à effet de serre sont consultables sur un site dédié publié par Météo-France en novembre 2022.
| Mois                                  | jan.             | fév.            | mars          | avril         | mai             | juin           | jui.          | août           | sep.          | oct.            | nov.            | déc.             | année      |
| ------------------------------------- | ---------------- | --------------- | ------------- | ------------- | --------------- | -------------- | ------------- | -------------- | ------------- | --------------- | --------------- | ---------------- | ---------- |
| Température minimale moyenne (°C)     | 1,9              | 1,9             | 3,7           | 5,2           | 8,3             | 11,3           | 13,4          | 13,5           | 11            | 8,4             | 5,1             | 2,6              | 7,2        |
| Température moyenne (°C)              | 4,4              | 4,8             | 7,4           | 10            | 13,2            | 16,1           | 18,3          | 18,4           | 15,5          | 12              | 7,8             | 5                | 11,1       |
| Température maximale moyenne (°C)     | 6,9              | 7,7             | 11,2          | 14,8          | 18              | 21             | 23,2          | 23,3           | 20,1          | 15,5            | 10,5            | 7,3              | 15         |
| Record de froid (°C) date du record   | −12,7 01.01.1997 | −13 07.02.1991  | −8,8 04.03.05 | −4 08.04.03   | −0,9 05.05.1996 | 2,2 02.06.1991 | 6 07.07.1996  | 5,9 25.08.1993 | 2,6 30.09.18  | −4,9 29.10.1997 | −8,4 30.11.1989 | −13,2 29.12.1996 | −13,2 1996 |
| Record de chaleur (°C) date du record | 15,6 01.01.22    | 18,7 15.02.1998 | 24,8 31.03.21 | 27,6 19.04.18 | 31,7 27.05.05   | 36,4 18.06.22  | 41,4 25.07.19 | 38 10.08.03    | 34,2 10.09.23 | 29,1 01.10.11   | 20,9 07.11.15   | 16,1 31.12.22    | 41,4 2019  |
| Précipitations (mm)                   | 67,8             | 59,4            | 58,2          | 49,3          | 63,4            | 57,5           | 60            | 72             | 63,6          | 72,7            | 80,9            | 96,6             | 801,4      |

### Morphologie urbaine

#### Typologie
Au 1er janvier 2024, Citerne est catégorisée commune rurale à habitat dispersé, selon la nouvelle grille communale de densité à sept niveaux définie par l'Insee en 2022.
Elle est située hors unité urbaine et hors attraction des villes,.

#### Occupation des sols
L'occupation des sols de la commune, telle qu'elle ressort de la base de données européenne d'occupation biophysique des sols Corine Land Cover (CLC), est marquée par l'importance des territoires agricoles (85,3 % en 2018), une proportion identique à celle de 1990 (85,3 %). La répartition détaillée en 2018 est la suivante : 
terres arables (76,3 %), prairies (8,9 %), forêts (8,7 %), zones urbanisées (6 %). L'évolution de l'occupation des sols de la commune et de ses infrastructures peut être observée sur les différentes représentations cartographiques du territoire : la carte de Cassini (XVIIIe siècle), la carte d'état-major (1820-1866) et les cartes ou photos aériennes de l'IGN pour la période actuelle (1950 à aujourd'hui).

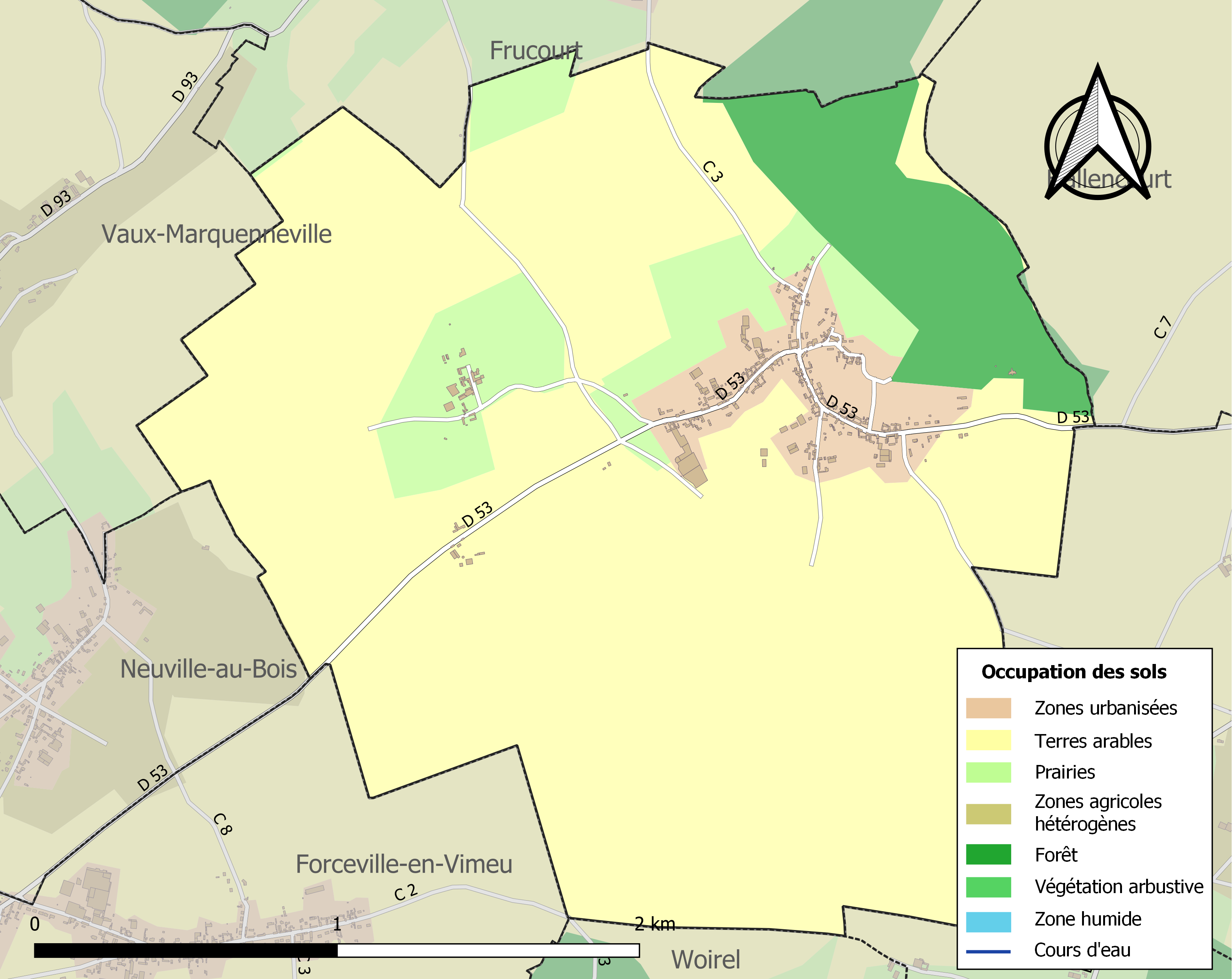
Carte des infrastructures et de l'occupation des sols de la commune en 2018 (CLC).

## Urbanisme

### Voies de communication et transports
La localité est desservie par la ligne d'autocars no 1 (Mers-lès-Bains - Oisemont - Amiens) du réseau Trans'80, Hauts-de-France, chaque jour de la semaine sauf le dimanche et les jours fériés et par la ligne no 20 (Oisemont - Abbeville) les jours du marché d'Abbeville, le mercredi et le samedi.

## Toponymie
Le nom de la localité est attesté sous les formes Cisterna en 797 ; Cysternes en 1231 ; Cisternæ en 1259 ; Cisternes en 1284 ; Chisternes en 1301 ; Chiterne en 1337 ; Citerne en 1646 ; Cisterne en 1648 ; Citernes en 1657 ; Cyterne en 1781 ; Citernes-Yonval en 1851.
Du latin cisterna « citerne ». L'absence d'article dans ce toponyme semble indiquer un mode de stockage de l'eau très ancien, qui a désigné une particularité d'une maison qui est en forme de citerne.

### Odonymie
Le nom des rues du village a été analysé par la section patrimoine du CIS de la communauté de communes de la Région d'Hallencourt. Si on exclut les noms des villages voisins, on peut noter : 
- la rue Brûlée : de la rue d'Airaines vers la plaine, ce nom proviendrait du fait qu'un habitant de Citerne anti-bonapartiste aurait mis le feu à une dizaine de maisons dans cette rue ;
- le chemin des Chasse-marées est le sentier des marins rappelant le souvenir de l'abbaye de Saint-Valery qui possédait dans la région d'importants biens[21].

## Histoire
La présence humaine sur le territoire de la commune de Citerne est attestée à l'époque romaine par la présence de traces d'une grande villa gallo-romaine,.

## Politique et administration

### Liste des maires
| Période                                  | Période                       | Identité                   | Étiquette | Qualité                        |
| ---------------------------------------- | ----------------------------- | -------------------------- | --------- | ------------------------------ |
| Les données manquantes sont à compléter. |                               |                            |           |                                |
| 1995                                     | 2001                          | Philippe Feugère des Forts |           |                                |
| 2001                                     | 2008                          | Micheline Petit            |           |                                |
| mars 2008                                | En cours (au 10 juillet 2020) | Luc Chatenay               |           | Réélu pour le mandat 2020-2026 |

## Population et société

### Démographie
L'évolution du nombre d'habitants est connue à travers les recensements de la population effectués dans la commune depuis 1793. Pour les communes de moins de 10 000 habitants, une enquête de recensement portant sur toute la population est réalisée tous les cinq ans, les populations de référence des années intermédiaires étant quant à elles estimées par interpolation ou extrapolation. Pour la commune, le premier recensement exhaustif entrant dans le cadre du nouveau dispositif a été réalisé en 2005.

En 2022, la commune comptait 245 habitants, en évolution de +0,41 % par rapport à 2016 (Somme : −1,26 %, France hors Mayotte : +2,11 %).
| 1793 | 1800 | 1806 | 1821 | 1831 | 1836 | 1841 | 1846 | 1851 |
| ---- | ---- | ---- | ---- | ---- | ---- | ---- | ---- | ---- |
| 581  | 598  | 552  | 526  | 525  | 526  | 514  | 522  | 512  |

| 1856 | 1861 | 1866 | 1872 | 1876 | 1881 | 1886 | 1891 | 1896 |
| ---- | ---- | ---- | ---- | ---- | ---- | ---- | ---- | ---- |
| 505  | 519  | 497  | 499  | 485  | 478  | 491  | 467  | 483  |

| 1901 | 1906 | 1911 | 1921 | 1926 | 1931 | 1936 | 1946 | 1954 |
| ---- | ---- | ---- | ---- | ---- | ---- | ---- | ---- | ---- |
| 445  | 439  | 420  | 355  | 331  | 322  | 314  | 340  | 327  |

| 1962 | 1968 | 1975 | 1982 | 1990 | 1999 | 2005 | 2006 | 2010 |
| ---- | ---- | ---- | ---- | ---- | ---- | ---- | ---- | ---- |
| 309  | 313  | 301  | 287  | 279  | 262  | 256  | 251  | 275  |

| 2015 | 2020 | 2022 | - | - | - | - | - | - |
| ---- | ---- | ---- | - | - | - | - | - | - |
| 251  | 247  | 245  | - | - | - | - | - | - |

### Enseignement
En matière d'enseignement primaire, maternel et élémentaire, les communes de Doudelainville, Vaux-Marquenneville, Citerne, Huppy et Frucourt sont associées au sein d'un regroupement pédagogique concentré (RPC) dont le siège est à Huppy.

### Sport
L'AS Citerne était le club de football du village. Il évoluait au niveau District et jouait au stade municipal. Désormais, les féminines du SC Templiers Oisemont jouent au stade du village.

## Économie

### Entreprises et commerces
À Citerne est implantée une entreprise qui fabrique des présentoirs commerciaux et publicitaires.

## Culture locale et patrimoine

### Lieux et monuments
- Église Saint-Pierre (XVIe siècle). Elle était à l'origine la propriété de l'abbaye des moines cisterciens qui y étaient établis[32].
- Château de Citerne et son parc.
- Château d'Yonville et son parc de 15 ha (chambres d'hôtes)[33].
- Ruines du moulin à vent d'Yonville, situé dans la cour d'une ferme à la sortie de Citerne sur la route d'Oisemont. Construit en 1860, il a cessé son activité en 1950[34].

- Monument aux morts[35].
- Bois de l'Abbaye.
- Chapelle d'Yonville. Située près du château de la famille Des Forts, elle était jadis l'église de Citerne. Sur les bases d'une construction du XVIe siècle, elle fut édifiée en galandage en 1838, dans sa version actuelle. Le cimetière qui l'entoure daterait du XVe siècle[32],[36].

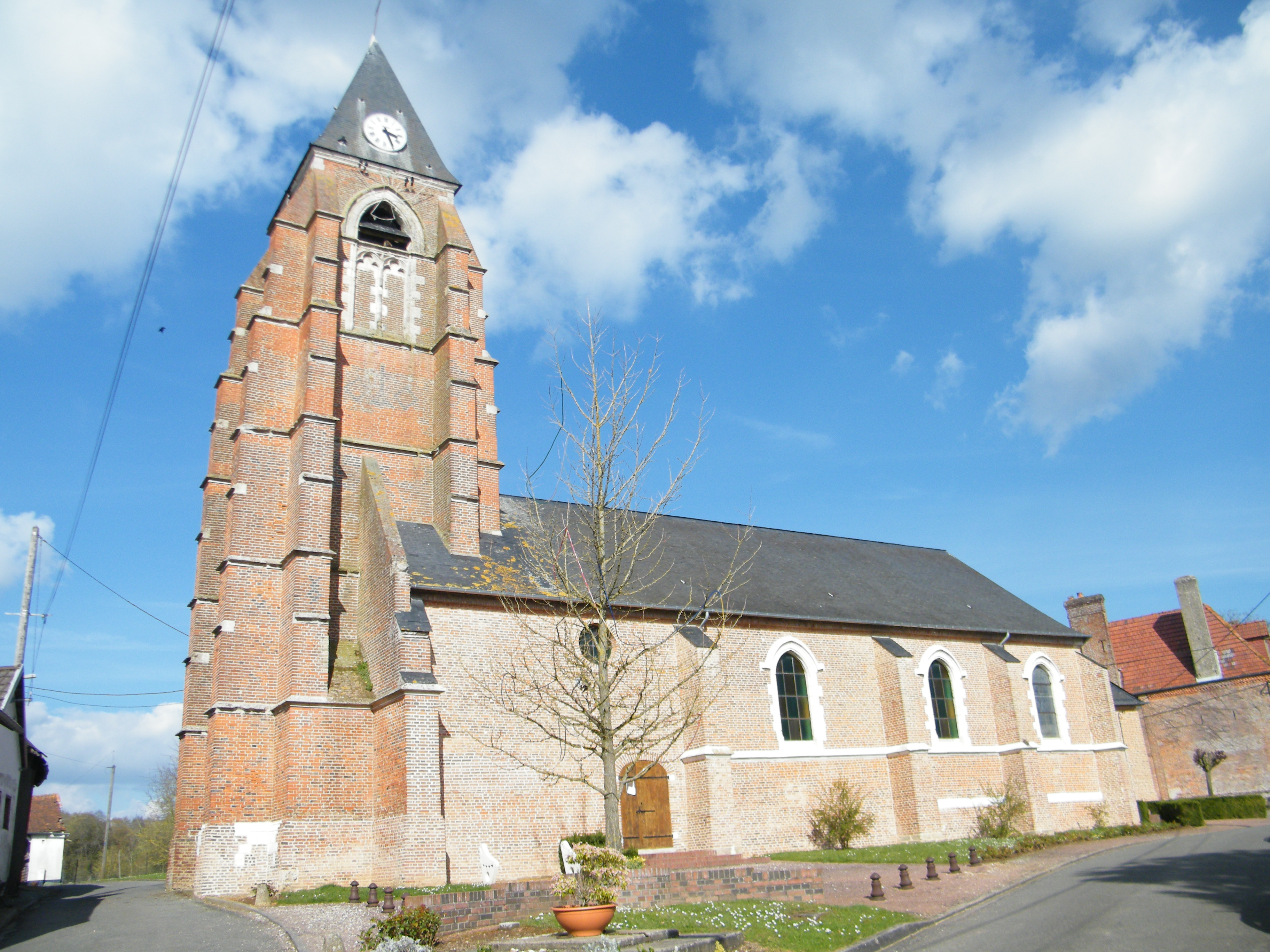
L'église Saint-Pierre, côté sud.
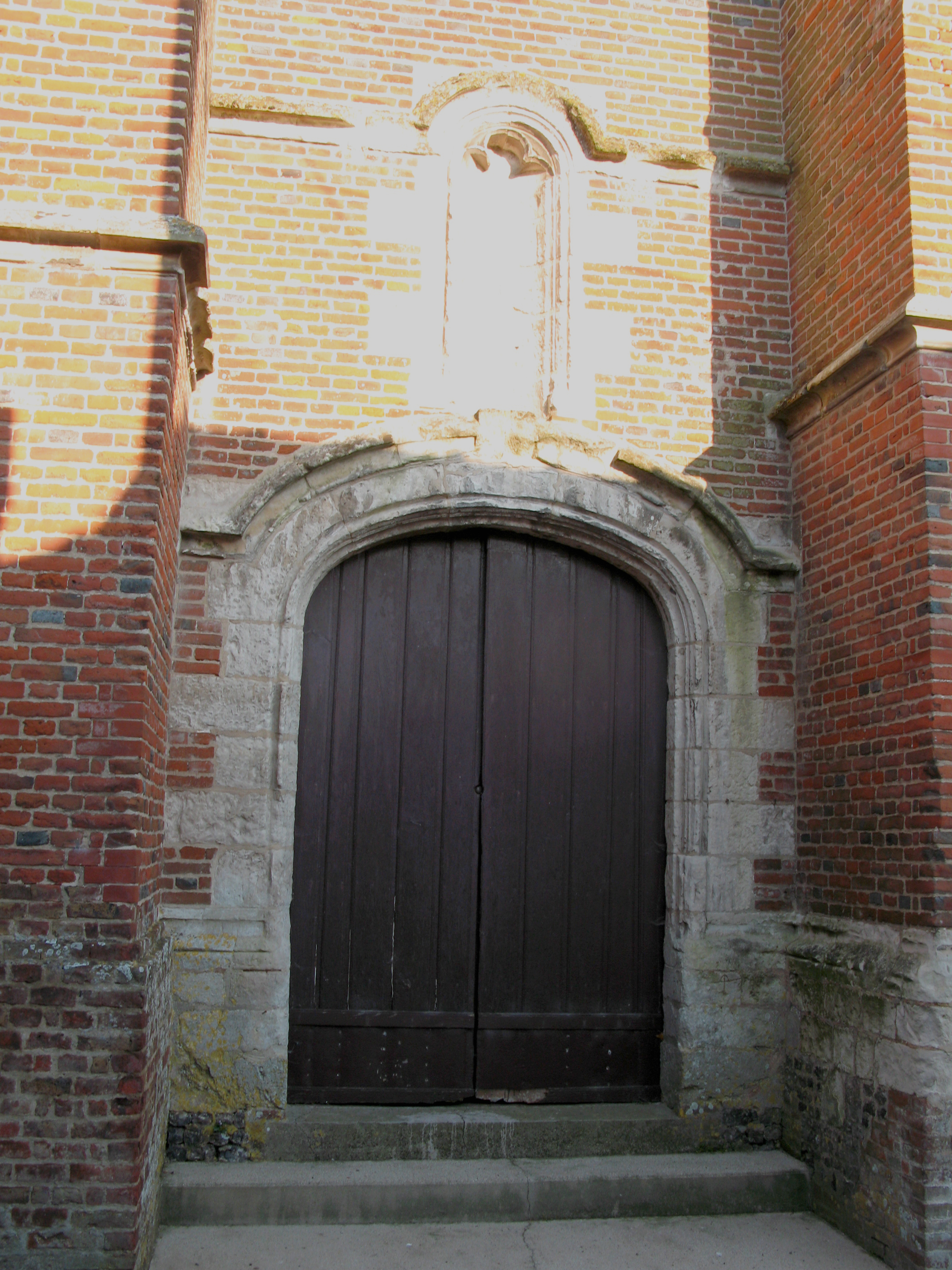
L'espace devant le porche de l'église est particulièrement resserré.
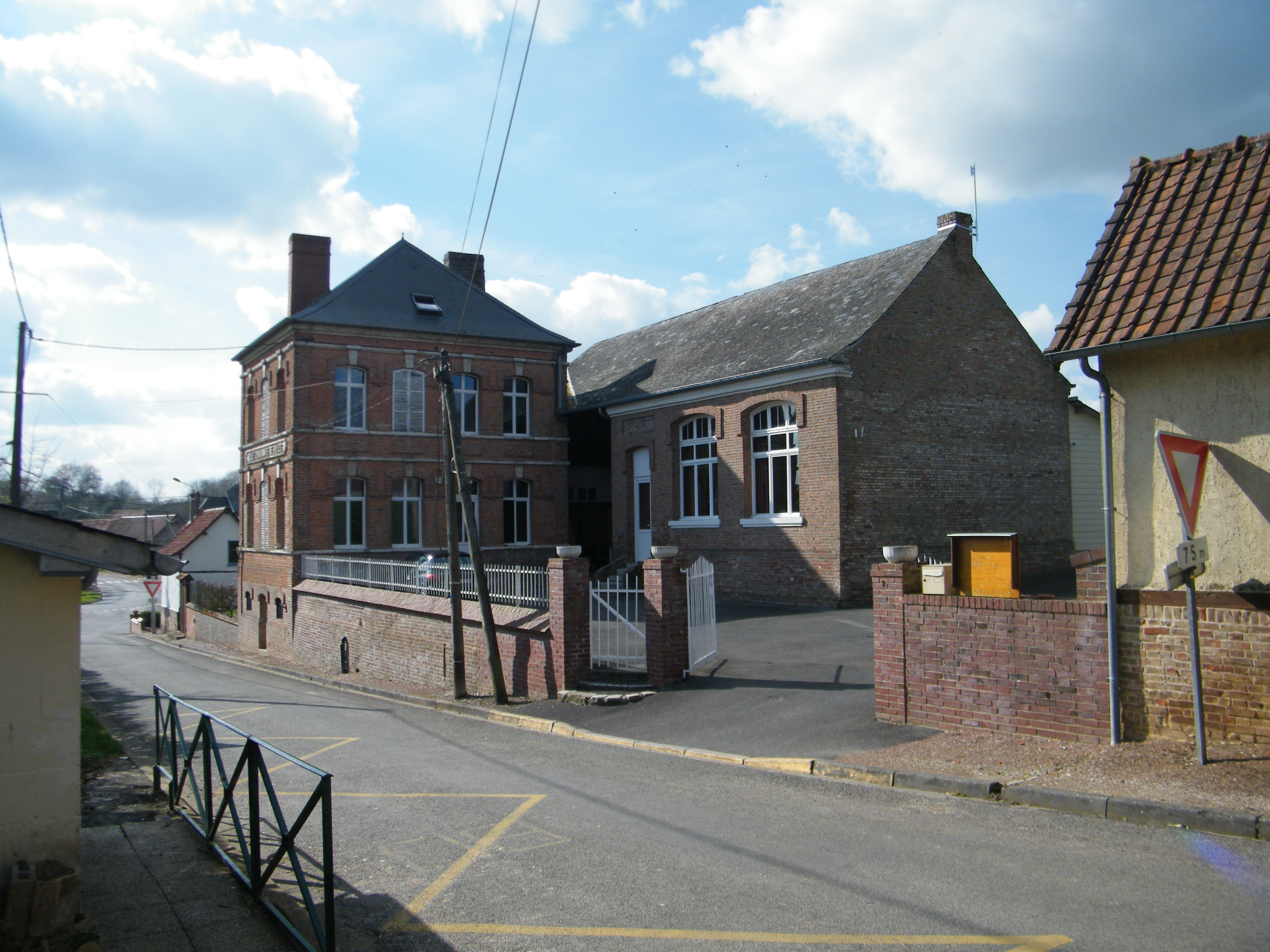
L'école.
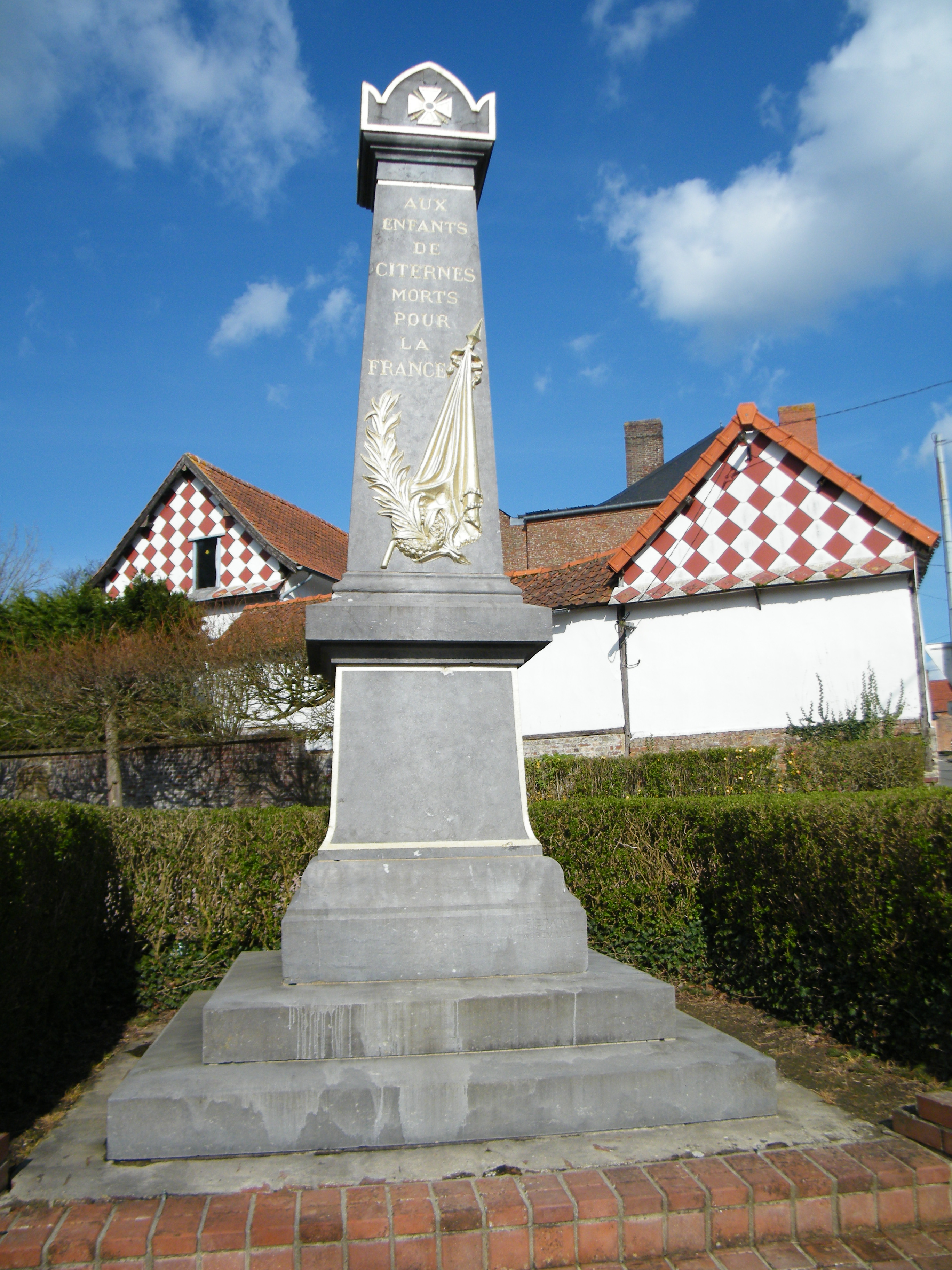
Le monument aux morts pour la patrie.
Le château de Citerne.

### Personnalités liées à la commune
- Philippe des Forts (1865-1940), capitaine d'armée, Croix de guerre et Légion d'honneur, château d'Yonville[37].